# Карманов Двор
Карманов Двор — деревня в Нюксенском районе Вологодской области.
Входит в состав Городищенского сельского поселения, с точки зрения административно-территориального деления — в Городищенский сельсовет.
Расстояние по автодороге до районного центра Нюксеницы — 41 км, до центра муниципального образования Городищны — 1 км. Ближайшие населённые пункты — Великий Двор, Козлевская, Верхняя Горка, Софроновская, Городищна.
По переписи 2002 года население — 38 человек (16 мужчин, 22 женщины). Всё население — русские.